# Désignation du pays organisateur de la Coupe du monde de football 2006
Le pays organisateur de la coupe du monde de football de 2006 a été désigné le 6 juillet 2000 par le comité exécutif de la FIFA réunis à Zurich en Suisse. Cinq pays étaient en lice pour l'attribution de cette coupe du monde : l'Afrique du Sud, l'Allemagne, l'Angleterre, le Maroc et le Brésil. C'est l'Allemagne qui fut choisie.

## Dépôt des candidatures
Les dossiers de candidatures devaient être déposés au siège de la FIFA avant le 31 décembre 1998 à minuit. À cette date, huit pays avaient déposé leur dossier de candidature : l'Angleterre (dossier déposé le 6 novembre), l'Égypte (8 novembre), le Brésil et le Ghana (tous les deux déposés le 11 novembre), l'Allemagne (26 novembre), le Maroc (2 décembre), l'Afrique du Sud (14 décembre), et du Nigeria (24 décembre). Le Mexique qui déposa son dossier avec 20 jours de retard ne fut pas retenu. 
Les candidats avaient ensuite jusqu'au 30 avril 1999 pour confirmer leur candidature après avoir reçu le cahier des charges. Trois pays africains se retirèrent : l'Égypte qui avait signé un accord de coopération avec l'Afrique du Sud, le Ghana puis le Nigeria à la suite des vœux du président de la CAF, Issa Hayatou de ne pas multiplier les candidatures africaines afin de ne pas diviser ses chances.  

## Procédure du vote

### Règlement
Le pays choisi comme organisateur doit recueillir la majorité absolue des voix des vingt-quatre membres du comité exécutif de la FIFA. Le vote se déroule à bulletin secret. À chaque tour, le pays candidat ayant reçu le moins de voix est éliminé. Cette procédure de vote est utilisée jusqu'à ce qu'un candidat obtienne la majorité absolue des voix. Si, lors d'un tour, deux ou davantage de candidats obtiennent le plus petit nombre de voix, un vote séparé est organisé afin d'éliminer l'un d'entre eux. Si les deux derniers candidats encore en lice obtiennent le même nombre de voix lors du dernier tour, celle du président de la FIFA, en l'occurrence Sepp Blatter sera prépondérante.  

### Les votants
Le pays organisateur est désigné par le comité exécutif de la FIFA qui est composé de 24 membres. Les votants sont :
- Le président de la FIFA : Sepp Blatter.
- Huit élus de l'UEFA : Lennart Johansson (Suède), David Will (Écosse), Antonio Matarrese (Italie), Michel D'Hooghe (Belgique), Per Ravn Omdal (Norvège), Şenes Erzik (Turquie), Angel Maria Villar (Espagne), Joseph Mifsud (Malte).
- Quatre élus de la CAF : Issa Hayatou (Cameroun), Slim Aloulou (Tunisie), Ismail Bhamjee (Botswana), Amadou Diakite (Mali).
- Quatre élus de l'AFC : Chung Mong-joon (Corée du Sud), Abdullah al-Dabal (Arabie Saoudite), Mohammed Bin Hammam (Qatar), Worawi Makudi (Thaïlande).
- Trois élus de la CSF : Julio Grondona (Argentine), Ricardo Teixeira (Brésil), Nicolas Leoz (Uruguay).
- Trois élus de la Concacaf : Austin "Jack" Warner (Trinité-et-Tobago), Chuck Blazer (États-Unis), Isaac David Sasso Sasso (Costa Rica).
- Un élu de l'OFC : Charles Dempsey (Nouvelle-Zélande).

### Déroulement du vote
Le Brésil se retire trois jours avant le vote. Pour la première fois, il fallut plus d'un tour de scrutin pour désigner le pays hôte. Le Maroc et l'Angleterre sont éliminés lors du premier et du deuxième tour respectivement. L'Allemagne, qui termina première à chaque tour, fut choisie aux dépens de l'Afrique du Sud au troisième tour de scrutin par douze voix contre onze et une abstention.
| Pays            | 1er tour | 2e tour | 3e tour |
| --------------- | -------- | ------- | ------- |
| Allemagne       | 10       | 11      | 12      |
| Afrique du Sud  | 6        | 11      | 11      |
| Angleterre      | 5        | 2       |         |
| Maroc           | 3        |         |         |
| Brésil          |          |         |         |
| Total des votes | 24       | 24      | 23      |

### Polémique
La polémique liée à la nomination de l'Allemagne comme nation hôte résulta d'un changement de pratique dans la désignation du pays organisateur de la Coupe du monde. Au troisième et dernier tour, l'Allemagne l'emporta sur l'Afrique du Sud avec douze voix contre onze alors que les Sud-Africains étaient favoris. Charles Dempsey, membre néo-zélandais du Comité Exécutif de la FIFA qui avait jusque-là donné son vote à l'Afrique du Sud (selon les instructions de la Confédération du football d'Océanie) s'est abstenu lors de ce dernier tour. S'il avait alors voté pour l'Afrique du Sud, les deux derniers pays se seraient retrouvés avec douze voix chacun. Dans ce cas la désignation revenait au président de la FIFA, et l'on sait que Sepp Blatter était favorable à la candidature africaine.
Tout comme huit autres membres du Comité, Dempsey avait reçu un fax la veille du vote lui promettant une montre et du jambon allemand. Le magazine allemand Titanic s'était par la suite dénoncé comme auteur de cette mauvaise blague.
À la suite de cet incident, la FIFA décida que l'organisation de la compétition serait rotative entre les continents jusqu'en 2014. Ainsi en 2010 l'organisation sera attribuée à un pays africain.

### Scandale
En juin 2015, l'hebdomadaire allemand Die Zeit révèle que l'Allemagne aurait acheté l'organisation du Mondial 2006 grâce à une série d'investissements en Asie visant à obtenir le soutien des responsables de la Fifa de ce continent. Le groupe pharmaceutique Bayer et le fabricant automobile Volkswagen auraient investi en Thaïlande et en Corée du Sud. Daimler aurait injecté de l'argent dans Hyundai car le fils du fondateur du constructeur automobile coréen siége au conseil d'administration de la Fifa. Et le gouvernement de Gerhard Schröder a acquis le vote de l'Arabie Saoudite en échange de lance-roquettes,.

## Dossier des candidats

### Afrique du Sud
L'Afrique du Sud a fait acte de candidature de manière officieuse le 23 février 1998 pendant la Coupe d'Afrique des nations de football 1998. Cette candidature fut officialisée le 16 décembre 1998. C'est la première fois que le pays postule à l'organisation d'une coupe du monde de football. Le comité d'organisation sud-africain est présidé par Irvin Khoza qui est vice-président de la Fédération d'Afrique du Sud de football et est dirigé par Danny Jordaan. Elle a reçu les soutiens de Pelé, de Nelson Mandela, du président du Comité international olympique Juan Antonio Samaranch et de Roger Milla.
| \| Piertersburg Rustenburg Pretoria Johannesburg Mafikeng Bloemfontein Durban Le Cap Port Elizabeth \| L'Afrique du Sud présenta dix stades. |
| Piertersburg Rustenburg Pretoria Johannesburg Mafikeng Bloemfontein Durban Le Cap Port Elizabeth                                             |

### Allemagne
L'Allemagne a fait acte de candidature le 2 juin 1993. Le président du comité d'organisation est Franz Beckenbauer vice-président de la fédération allemande de football et est coordonné par Fedor H. Radmann. Cette candidature a reçu les soutiens d'anciens joueurs : Günter Netzer, Karl-Heinz Rummenigge, Rudi Völler et de sept multinationales dont Adidas, Bayer et Daimler-Benz.
| \| Hambourg Brême Hanovre Berlin Gelsenkirchen Dortmund Leipzig Düsseldorf Mönchengladbach Leverkusen Cologne Francfort Kaiserslautern Nuremberg Stuttgart Munich \| L'Allemagne présenta seize stades. Douze furent choisis. |
| Hambourg Brême Hanovre Berlin Gelsenkirchen Dortmund Leipzig Düsseldorf Mönchengladbach Leverkusen Cologne Francfort Kaiserslautern Nuremberg Stuttgart Munich                                                                |

### Angleterre
L'Angleterre a fait acte de candidature le 12 février 1997. Le comité d'organisation est dirigé par l'ancien footballeur Bobby Charlton et par Alec McGivan. Ils ont reçu les soutiens du prince Charles, du chanteur Elton John, de l'acteur Hugh Grant, du président argentin Carlos Menem des footballeurs anglais Geoff Hurst, Kevin Keegan, Gary Lineker, et des entraîneurs français Gérard Houllier et Arsène Wenger.
| \| Newcastle upon Tyne Sunderland Middlesbrough Leeds Liverpool Sheffield Derby (Angleterre) Leicester Birmingham Coventry Manchester Londres \| L'Angleterre présenta quinze stades. |
| Newcastle upon Tyne Sunderland Middlesbrough Leeds Liverpool Sheffield Derby (Angleterre) Leicester Birmingham Coventry Manchester Londres                                            |

### Brésil
Le Brésil a fait acte de candidature en juillet 1998 obtenant dès le mois de juin le soutien de la fédération sud-américaine de football au détriment de l'Argentine qui songeait à se présenter. Le comité d'organisation est présidé par l'ancien footballeur Zico et est dirigé par Osvaldo Arruda. Elle est également soutenu par l'ancien président de la FIFA João Havelange.
| \| Manaus Belém São Luís (Maranhão) Fortaleza Recife Maceió Salvador (Bahia) Brasilia Goiânia Belo Horizonte Rio de Janeiro São Paulo Curitiba Porto Alegre \| Le Brésil présenta quatorze stades. |
| Manaus Belém São Luís (Maranhão) Fortaleza Recife Maceió Salvador (Bahia) Brasilia Goiânia Belo Horizonte Rio de Janeiro São Paulo Curitiba Porto Alegre                                           |

### Maroc
Le Maroc a fait acte de candidature le 28 avril 1998. Le comité d'organisation est présidé par son altesse royale le prince Moulay Rachid et a pour président délégué le haut-commissaire Driss Benhima. Ils sont soutenus par le roi Mohamed VI, le roi Fahd d'Arabie Saoudite, le chanteur Youssou N'Dour et des anciens footballeurs : Just Fontaine, Henri Michel, Philippe Troussier, Basile Boli et Salif Keita.
| \| Tanger Nador (Maroc) Oujda Fès Meknès Rabat Casablanca Marrakech Settat El Jadida Agadir \| Le Maroc présenta douze stades. |
| Tanger Nador (Maroc) Oujda Fès Meknès Rabat Casablanca Marrakech Settat El Jadida Agadir                                       |